# Linum olgae
Linum olgae är en linväxtart som beskrevs av Sergei Vasilievich Juzepczuk. Linum olgae ingår i släktet linsläktet, och familjen linväxter. Inga underarter finns listade i Catalogue of Life.